# Corinne Schmidhauser
Corinne Schmidhauser (ur. 30 maja 1964 w Zollikofen) – szwajcarska narciarka alpejska i polityk.

## Kariera
W zawodach Pucharu Świata pierwsze punkty zdobyła 9 grudnia 1984 w Davos, gdzie zajęła siódme miejsce w slalomie. Na podium zawodów PŚ pierwszy raz stanęła 20 stycznia 1985 w St. Gervais, kończąc kombinację na drugiej pozycji. W zawodach tych rozdzieliła swoje rodaczki, Monikę Hess i Austriaczkę Anitę Wachter. W kolejnych startach siedem razy stawała na podium, odnosząc przy tym cztery zwycięstwa: 9 lutego 1986 w Wysokich Tatrach, 30 listopada 1986 w Park City, 15 lutego 1987 we Flühli i 28 lutego 1987 w Zwiesel była najlepsza w slalomie. W sezonie 1986/1987 zajęła dwunaste miejsce w klasyfikacji generalnej, a w klasyfikacji slalomu była najlepsza.
Startowała na igrzyskach olimpijskich w Calgary w 1988, gdzie nie ukończyła slalomu i giganta. Była też między innymi ósma w slalomie na mistrzostwach świata w Bormio w 1985.
Karierę zakończyła w 1989. Ukończyła studia prawnicze i została politykiem. Należy do Radykalno-Demokratycznej Partii Szwajcarii.

## Osiągnięcia

### Igrzyska olimpijskie
| Miejsce | Dzień     | Rok  | Miejscowość | Konkurencja | Czas biegu | Strata | Zwyciężczyni    |
| ------- | --------- | ---- | ----------- | ----------- | ---------- | ------ | --------------- |
| DNF2    | 24 lutego | 1988 | Calgary     | Gigant      | 2:06,49    | -      | Vreni Schneider |
| DNF1    | 26 lutego | 1988 | Calgary     | Slalom      | 1:36,69    | -      | Vreni Schneider |

### Mistrzostwa świata
| Miejsce | Dzień    | Rok  | Miejscowość   | Konkurencja | Czas biegu | Strata | Zwyciężczyni  |
| ------- | -------- | ---- | ------------- | ----------- | ---------- | ------ | ------------- |
| 8.      | 9 lutego | 1985 | Bormio        | Slalom      | 1:29,58    | +1,14  | Perrine Pelen |
| DNF1    | 7 lutego | 1987 | Crans-Montana | Slalom      | 1:33,30    | -      | Erika Hess    |

### Mistrzostwa świata juniorów
| Miejsce | Dzień   | Rok  | Miejscowość | Konkurencja | Czas biegu | Strata | Zwyciężczyni      |
| ------- | ------- | ---- | ----------- | ----------- | ---------- | ------ | ----------------- |
| 4.      | 5 marca | 1982 | Auron       | Gigant      | 2:35,82    | +2,42  | Michaela Gerg     |
| 14.     | 6 marca | 1982 | Auron       | Slalom      | 1:18,95    | +,12   | Andreja Leskovšek |

### Puchar Świata

#### Miejsca w klasyfikacji generalnej
- sezon 1984/1985: 29.
- sezon 1985/1986: 21.
- sezon 1986/1987: 12.
- sezon 1987/1988: 16.
- sezon 1988/1989: 57.

#### Miejsca na podium w zawodach
1. St. Gervais – 25 stycznia 1986 (kombinacja) – 2. miejsce
2. Vysoké Tatry – 9 lutego 1986 (slalom) – 1. miejsce
3. Park City – 30 listopada 1986 (slalom) – 1. miejsce
4. Maribor – 4 stycznia 1987 (slalom) – 3. miejsce
5. St. Gervais – 14 lutego 1987 (slalom) – 2. miejsce
6. Flühli – 15 lutego 1987 (slalom) – 1. miejsce
7. Zwiesel – 28 lutego 1987 (slalom) – 1. miejsce
8. Bad Gastein – 24 stycznia 1988 (slalom) – 3. miejsce